# J. F. C. 풀러
존 프레더릭 찰스 "보니" 풀러(1878년 9월 1일 – 1966년 2월 10일)는 영국 육군의 장교이자 군사학자, 그리고 군사전략가이다. 그는 근대 기갑전의 교리를 제공한 것으로도 유명하다. 풀러는 육군 장교들이 의견을 수용하고 대중이 그의 이론에 흥미를 가질 정도였고, 45권이나 되는 저서를 작성한 다작 작가였다. 풀러는 민간 분야에서 전쟁이 어떻게 정치적, 경제적, 사회적 요인과 결부되는 지 저술했다. 풀러는 항공기와 전차와 같은 새로운 무기의 잠재력에 대해 주목하였다. 그러나 정치에서는 파시스트를 지지하였기 때문에 논란이 일었다. 풀러는 오컬트와 텔레마에도 관심을 보였고, 미신과 서양 밀교에 관한 서적을 많이 남겼다.